# メトカルバモール

メトカルバモール分子の三次元構造

メトカルバモール（Methocarbamol）は骨格筋の痙攣や緊張を鎮めるために用いられる中枢性骨格筋弛緩剤の一つである。メトカルバモールは骨格筋弛緩作用と弱い鎮静作用を持つ中枢神経抑制薬である。メトカルバモールを含む中枢性筋弛緩剤は、オピオイド系鎮痛薬が効きにくい筋肉の痙攣・緊張痛の緩和に用いられる。
メトカルバモールは、規定用量では主に脊髄の介在神経（神経細胞同士の連絡をする神経）を選択的に遮断して神経の興奮の伝達を抑制することにより異常に興奮・緊張している骨格筋のみを弛緩・鎮静し、正常な筋肉の運動には影響を与えない。メトカルバモールはプロパンジオール誘導体の中枢神経抑制薬であるグアイフェネシンのカルバミン酸エステルであり、体内で代謝産物としてグアイフェネシンを生成する。

## 歴史

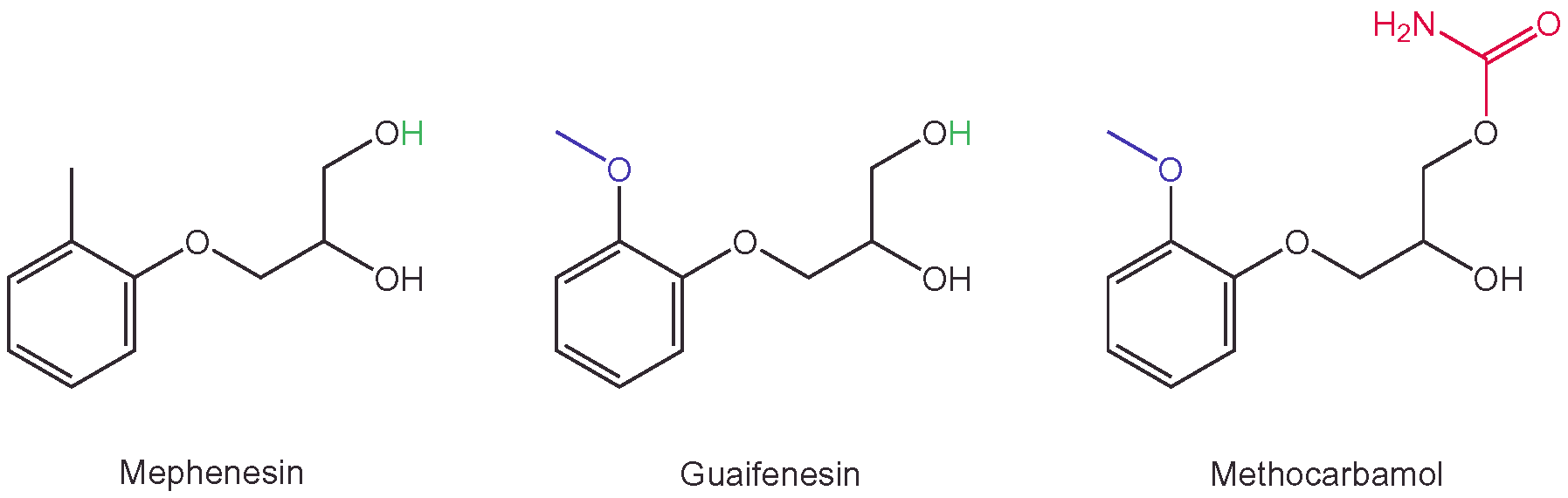
メフェネシン、グアイフェネシン、メトカルバモールの構造式

1946年にバーガーとブラッドリーによって骨格筋弛緩作用を持つことが発見されたメフェネシンは、急速に代謝されて尿中に排泄されるため作用の持続時間が非常に短く、また静脈内注射で溶血の副作用が生じるという問題があった。これらの問題を解決するために類縁化合物の探索が行われ、メフェネシンと同じプロパンジオール誘導体のグアイフェネシンが筋弛緩作用を持ちながら溶血作用が非常に弱いことが1949年にギンゼルらによって発見された。さらに、グアイフェネシンより作用の持続時間が長いグアイフェネシンのカルバミン酸誘導体であるメトカルバモールが米国のA.H.ロビンズ社のマーフィーによって1956年に発見され、1957年に医薬品としてアメリカ食品医薬品局(FDA)に承認された。
その後、日本ではグレラン製薬（現在のあすか製薬）が1961年に導入したほか、1968年にフランス、1976年に西ドイツで導入されるなどメトカルバモールは世界各国で導入され、主要な中枢性筋弛緩剤の一つとして現在まで使われている。
カリソプロドール、シクロベンザプリン、メタキサロン、そしてメトカルバモールの4つの筋弛緩剤は、2006年に米国でよく使われた医薬品の上位200位以内に入っている（ただし、これらのうちカリソプロドール、シクロベンザプリン、メタキサロンは日本では医薬品として未承認）。
2000年の米国の医療支出パネル調査（MEPS）のデータを用いた分析によると、米国で非特異的腰痛（悪性腫瘍、感染症、骨折などの明らかな外傷、脊椎関節炎を伴わない腰痛）の処方薬に占める骨格筋弛緩剤の割合は18.5%で、非ステロイド性抗炎症薬(NSAIDs)の16.3%、COX-2選択的阻害薬（従来のNSAIDsが持つ胃腸障害などの副作用を軽減することを目的に開発された新しいタイプのNSAIDs）の10.0%を上回るなど、筋弛緩剤は骨格筋系の症状の治療に広く使用されており、医療従事者がメトカルバモールを含む筋弛緩剤の便益とリスクについて十分に理解することの重要性が指摘されている。

## 物理化学的性質
メトカルバモールは白色の粉末で、水やクロロホルムに難溶、エタノールやプロピレングリコールに易溶、ベンゼンやノルマルヘキサンに不溶。
融点は93℃。

### 立体化学的性質
メトカルバモールは(+)-(R)体と(-)-(S)体の2つのエナンチオマー（対掌体）が存在するキラル化合物だが、工業的に生産されて医薬品として用いられているのは両エナンチオマーが等量混合されたラセミ体である。
(+)-(R)体が(-)-(S)体やラセミ体より筋弛緩作用が強いことが知られている。
|                          |                          |
| (+)-(R)-メトカルバモール | (-)-(S)-メトカルバモール |

### 加水分解性
メトカルバモールは酸性溶液中ではかなり安定しているが、アルカリ溶液中では構造異性体のイソメトカルバモールの形成を経てグアイフェネシンへの加水分解が進みやすい。
水に溶けにくくアルカリ加水分解されやすいメトカルバモールの注射剤は、溶解補助剤としてポリエチレングリコールが添加されpHが弱酸性に調整されている。
また、難水溶性薬物と包摂錯体を形成して溶解性を改善する薬物送達システム(DDS)素材であるシクロデキストリンの誘導体を用いて安定性が高く非酸性のメトカルバモール注射剤を実現する技術も開発されている。

### 合成法
メトカルバモールの合成法としては、グアイフェネシンにホスゲンを反応させて得られるジオキソロン化合物をアンモニアでカルバメート化することによるホスゲン法がある。
また、毒性が高いホスゲンの代わりに炭酸ジエチルや炭酸ジメチルなどを使う非ホスゲン法もある。
他には、2,3-エポキシプロピル2-メトキシフェニルエーテルを高温高圧下で二酸化炭素と反応させて得られるジオキソロン化合物をアンモニアでカルバメート化する方法などもある。

## 作用機序
ヒトにおける骨格筋弛緩剤の作用メカニズムはまだ十分に解明されていない。脊髄における多シナプス反射を抑制する作用と、骨格筋紡錘におけるα、β運動ニューロンの活動を抑制する作用により、筋肉の異常緊張を弛緩させると推定される。

## 用途

### 適応症
運動器疾患に伴う有痛性痙縮（痛みを伴う骨格筋の不随意的な異常緊張）。たとえば、腰背痛症、頸肩腕症候群、肩関節周囲炎、変形性脊椎症など。

### その他の用途

#### 毒物・薬物中毒の治療
- ピレスロイド系殺虫剤[21][22]、殺鼠剤のストリキニーネ[7]などの中毒症状による筋肉の痙攣・緊張に有効とされる。
- 破傷風による筋肉の痙攣・緊張に有効とされる[23][24]。
- ゴケグモ刺咬傷による筋肉の痙攣・緊張に有効とされる[25]。
- イミプラミンなどの三環系抗うつ薬の過量服用時の痙攣や筋異常緊張に有効とされる[26]。

#### 動物用医薬品
- 米国では動物用医薬品としてFDAに承認されており、イヌやネコ、ウマの抗痙縮剤や筋弛緩剤として獣医学的な用途に用いられている[27]。
- イヌのダニ・シラミ防除剤として使われるピレスロイド系殺虫剤のペルメスリンはネコには毒性が高いが、米国では誤ってイヌ用の薬剤をネコに使う事故がたびたび起きている。ネコのペルメスリン中毒による筋肉の痙攣・緊張にはメトカルバモールが有効とされる[28]。
- イヌがナメクジ・カタツムリ駆除剤のメタアルデヒド[29]やベニテングタケ、アオカビなどのマイコトキシン[30][31][32]を誤って摂取したときの筋肉の痙攣・緊張に有効とされる。

## 製品
日本ではロバキシンの商品名で処方箋医薬品以外の医療用医薬品としてあすか製薬が顆粒剤を製造販売している。また、鎮痛成分のエテンザミドなど他の有効成分と共に配合された錠剤がドキシンの商品名で一般用医薬品として日本で市販されている。
米国ではRobaxinの商品名で錠剤および注射剤が処方箋医薬品として販売されているほか、1956年にA.H.ロビンズ社が取得した米国特許（No.2770649）が既に期間満了しており後発医薬品も利用できる。また、カナダではRobaxinと共に鎮痛作用を持つ他の有効成分を配合した錠剤が市販されており、商品名はアセトアミノフェン配合製剤がRobaxacet、イブプロフェン配合製剤がRobax Platinum、アスピリン配合製剤がRobaxisalなどである。

## 使用上の注意
- 服用中は尿の色が一時的に濃くなり、黒色、褐色、黄緑色などに見えることがあるが、健康上特に害はなく、服用を止めれば元に戻る[36]。

### 副作用
次のような副作用が認められた場合には、症状に応じて適切な処置を行う必要がある。
過敏症
発疹、痒み
精神神経症状
頭痛・頭重感、めまい、ふらつき、眠気、運動失調
消化器症状
悪心・嘔吐、便秘、下痢、食欲不振，胸やけ・胃のもたれ・胃の不快感

### 禁忌
メトカルバモールおよび類似化合物（クロルフェネシンカルバミン酸エステルなど）に対して過敏症の既往歴のある者は使用しないこと。

### 慎重投与
次の者は慎重に使用する必要がある。
肝障害のある者
肝障害が悪化するおそれがある。
腎障害のある者
腎障害が悪化するおそれがある。

### 重要な基本的注意
眠気、注意力・集中力・反射運動能力などの低下が起こることがある。服用中は自動車の運転など危険を伴う機械の操作に従事しないよう注意する必要がある。

### 相互作用
中枢神経抑制薬（フェノチアジン系薬剤、バルビツール酸誘導体）、アルコール、モノアミン酸化酵素阻害薬（アミトリプチンなど）
相互に作用を増強することがある。やむを得ず併用する場合には用量を減らすなど注意する必要がある。
トルペリゾン塩酸塩
眼の調節障害があらわれたという報告がある。

### 臨床検査への影響
- 服用中は尿中に排泄される5-ヒドロキシインドール酢酸（5-HIAA)やバニリルマンデル酸（VMA）の量が増大することがあるため、尿中のこれらの量を測定するカルチノイド腫瘍や褐色細胞腫の臨床検査を行うと、結果が擬陽性となる場合がある[37]。
- 腰痛患者は病院で筋電図検査を受けるときに既にメトカルバモールを服用していることがよくあるが、メトカルバモールの服用は筋電計による筋疲労度の測定結果に大きな影響を与えないことが知られている[38]。

## 過量使用時の症状と処置

### 徴候と症状
メトカルバモールの過量服用の例はアルコールや他の中枢神経抑制薬との同時服用が多く、次のような徴候や症状が現れる：吐き気、眠気、目のかすみ、血圧低下、麻痺、昏睡。
米国ではメトカルバモール単独や他の中枢神経抑制薬、アルコール、向精神薬と併用の過量服用による死亡例が報告されている。

### 処置
過量服用の処置は対症療法および補助療法になる。補助療法は、気道の確保、腎排泄とバイタルサインのモニター、必要に応じて輸液の投与を行うことなどである。過量服用に対する血液透析の有用性は確立していない。

## 急性毒性
単回投与毒性試験におけるLD50は次の表の通り。
| 投与経路／動物 | マウス    | ラット      | ハムスター  | ウサギ    | イヌ        |
| -------------- | --------- | ----------- | ----------- | --------- | ----------- |
| 経口           | 812 mg/kg | 1,320 mg/kg | 1,410 mg/kg |           | 2,000 mg/kg |
| 静注           | 774 mg/kg |             |             | 680 mg/kg |             |